# Burdett, Kansas
Burdett är en ort i Pawnee County i Kansas. Vid 2020 års folkräkning hade Burdett 228 invånare.
Asteroiden 3583 Burdett har uppkallats efter orten. Upptäckaren Clyde Tombaugh hade varit bosatt i Burdett.